# Фахита бинт Абу Талиб
Умм Хани Фахита бинт Абу Талиб ибн ‘Абд аль-Мутталиб аль-Курашийя аль-Хашимийя (араб. أُمُّ هَانِئٍ فَاخِتَة بنت أبي طالِب بن عبدِ المُطَّلِب القُرَشِيَّةُ الهاشِمِيَّةُ‎), также известна как Хинд (араб. هِنْدٌ‎) — сподвижница, двоюродная сестра пророка Мухаммеда и сестра четвёртого праведного халифа Али.

## Биография
Умм Хани родилась в Мекке в семье Абу Талиба и Фатимы бинт Асада. Она была известна по кунье, и относительно её имени от рождения есть разногласия. Передаётся, что у её дома ночевал пророк Мухаммед перед ночным путешествием из Мекки в Иерусалим. Она приняла ислам в год завоевания Мекки. Тогда же её муж Хубайра ибн ‘Амр аль-Махзуми сбежал в Наджран, и историки не упоминают о том, что он принял ислам. Она передала около 46 хадисов от пророка Мухаммеда.
По словам имама Ибн Хаджара в своей книге «аль-Иссабату фи тамйиз сахаба», пророк Мухаммед предложил ей выйти за него, однако, она извинилась и сказала: «О, посланник Аллаха, ты для меня дороже чем мой слух и мое зрение, долг жены перед мужем огромен, и я боюсь, что если я посвящу себя мужу, то мне придется оставить некоторые свои дела и заботу о детях, а если же я посвящу себя детям, я боюсь пренебречь правами мужа». Тогда пророк сказал: «Лучшие из женщин, ездивших на верблюдах, – это женщины-курайшиты, ибо они милостивы к своим детям и заботятся об имуществе своих мужей».
В книге «аль-Мустадрак» имама аль-Хакима, а также в «Муснаде ан-Насаи» и «Му’жам аль-Кабир», приводится что пророк заходил в её дом в день завоевания Мекки и совершил там восемь ракаатов полуденные молитвы.
Умм Хани рассказывала: «Я отправилась к посланнику Аллаха в день завоевания Мекки и обнаружила, что он купается, а Фатима прикрывала его материей. Я поприветствовала его и он спросил: «Кто это?» Я сказала: «Я, Умм Хани, дочь Абу Талиба». Тогда он сказал: «Добро пожаловать Умм Хани». Когда он искупался, он встал, оделся и совершил восемь ракаатов. Я сказала: «О, посланник Аллаха, сын моей мамы (имела в виду Али) пригрозил, что он убьёт человека, которому я предоставила безопасность, некоего ибн Хабиру. Тогда посланник Аллаха сказал: «Поистине, мы гарантируем безопасность тому, кому гарантировала его ты, о Умм Хани». Это было во время полуденной молитвы.

### Смерть
Точная дата её смерти неизвестна, однако, по некоторым источникам она жила вплоть до 50 года после хиджры, около в 661 году.

## Семья
Ещё до принятия ислама Умм Хани вышла замуж за Хабиру ибн Абу Вахба аль-Махзуми, и родила ему семерых детей: Амира, Джа’да, Ханан, Юсуф, Талиб, ‘Акиль и Джаман.